# Luis Quintanilla del Valle
Luis Quintanilla del Valle (París, 1900- ¿? 1980) fue un diplomático, escritor y docente mexicano. Se considera ligado al movimiento artístico mexicano llamado Estridentismo, en el que publicó los libros de poemas Avión (1923) y Radio (1924), bajo el seudónimo de Kyn Taniya. Fundó el "Teatro del Murciélago" (1924), a imagen del Chauve-Souris ruso, que conoció en Nueva York.

## Vida
Fue hijo del diplomático Luis Quintanilla y de Ana María del Valle y Lerdo de Tejada. Ahijado del poeta mexicano Amado Nervo. Creció y se educó en París, donde tuvo contacto con las manifestaciones artísticas de vanguardia. En 1918 visitó México por primera vez y en 1921 ingresó al servicio diplomático. 
Como diplomático, Luis Quintanilla del Valle llegó, en 1921, a tercer secretario en Washington del servicio diplomático, y de ahí fue destinado a la Ciudad de Guatemala, a Río de Janeiro y a París. En 1939, ejerció de ministro consejero y encargado de negocios en Washington. De 1942 a 1945, fue embajador en la URSS, El 12 de abril de 1943, el embajador mexicano Luis Quintanilla del Valle le presentó sus cartas credenciales a Stalin que lo acreditaban como embajador de México ante la URSS, posteriormente fua asignado a Colombia en 1945; ese mismo año también fue delegado en la Conferencia Internacional de la Paz, en San Francisco. Destaca su labor realizada durante el periodo de 1945 a 1958, como representante ante las Naciones Unidas y la Organización de Estados Americanos (OEA), llegando a presidente del Consejo de 1949 a 1950.
Después de dejar la diplomacia, trabajó en la administración pública y fue profesor en la Universidad Nacional Autónoma de México. Escribió trabajos sobre literatura, política y filosofía.